# Подостная мышца
Подостная мышца (лат. Musculus infraspinatus) треугольная, плоская. Заполняет всю подостную ямку лопатки.
На своём протяжении прикрыта сверху и латерально дельтовидной мышцей, с медиальной — трапециевидной, в нижних отделах — широчайшей мышцей спины и большой круглой мышцей. Средняя часть покрыта собственной фасцией. Мышца начинается от всей поверхности подостной ямки лопатки, оставляя свободными наружный край и нижний угол, и направляется латерально. Её пучки сходятся в небольшое короткое сухожилие, которое прикрепляется к большому бугорку плечевой кости. У места прикрепления имеется подсухожильная сумка подостной мышцы (лат. bursa subtendinea m. infraspinati).

## Функция
Вращает плечо снаружи и оттягивает капсулу сустава. Супинирует плечо. Вместе с надостной, подлопаточной и малой круглой мышцами составляет манжетку вращателей плеча, которая удерживает плечевую кость в суставе в момент отведения руки в сторону и вверх.

## Повреждения и лечение
При несущественных повреждениях мышцы наиболее эффективными методами являются массаж, а также физические упражнения, позволяющие нормализовать и восстановить тонус и эластичность мышц. Если же повреждение мышцы является значительным, необходимо проведение физиотерапии, медикаментозного лечения, а также установка локальных блокад из анестетиков.